# John Rogan
John William (Willie) "Bud" Rogan, född mellan 1865 och 1868 (exakt födelsedatum är okänt) i Sumner County, Tennessee, USA, död 1905, anses som världens näst längsta människa efter Robert Wadlow, och världens längsta afro-amerikan. Hans totala längd kunde man inte fastställa under hans levnadstid på grund av hans sjukdom, utan man gjorde det efter hans död. Längden uppmättes till slut till 2,67 m och han vägde bara 79 kg. Han dog 1905 av följder från sin ledsjukdom. 
När Rogan var 13 år började han växa väldigt snabbt. Detta ledde till ledsjukdomen ankylos och till slut kunde han varken gå eller stå, då han periodvis endast kunde gå med hjälp av kryckor. 1899 mättes han längd till 2,59 m och han syntes ofta i tidningar, kallad "negerjätten" ("negro giant"). Hans handlängd mättes till 28 centimeter och hans fötter mätte 33 centimeter.